# Lysandra cuneata-cuneata
Lysandra cuneata-cuneata är en fjärilsart som beskrevs av Tutt 1909. Lysandra cuneata-cuneata ingår i släktet Lysandra och familjen juvelvingar. Inga underarter finns listade i Catalogue of Life.